# UFC Fight Night: dos Anjos vs. Alvarez
UFC Fight Night: dos Anjos vs. Alvarez var en MMA-gala som arrangerades av Ultimate Fighting Championship och ägde rum 7 juli 2016 i Las Vegas i USA. 

## Resultat
1. ↑  Titelmatch i lättvikt.